# Allostasie
 (février 2025).
Si vous disposez d'ouvrages ou d'articles de référence ou si vous connaissez des sites web de qualité traitant du thème abordé ici, merci de compléter l'article en donnant les références utiles à sa vérifiabilité et en les liant à la section « Notes et références ».
L'allostasie désigne un mécanisme physiologique de régulation par lequel un organisme anticipe et ajuste sa consommation d'énergie en fonction des exigences environnementales. Contrairement à l'homéostasie, qui vise à rétablir un état stable après une perturbation, l'allostasie tend à maintenir l'équilibre en s'adaptant de manière proactive aux changements internes et externes.